# Taking Care of Business
Taking Care of Business (br: Milionário Num Instante / pt: Milionário Instantâneo) é um filme estadunidense de 1990, do gênero comédia, dirigido por Arthur Hiller.

## Sinopse
Jimmy cumpria suas últimas 60 horas na cadeia, mas para assistir a um jogo de beisebol, ele participa de um concurso (por telefone) numa rádio local. Ele precisaria pessoalmente retirar os dois convites que ganhou. Por isso, foge da penitenciária, acha a agenda de um bem sucedido publicitário e começa a se passar pelo "milionário".